# Секлен
Секле́н (фр. Seclin) — коммуна во Франции, регион О-де-Франс, департамент Нор, округ Лилль, кантон Фаш-Тюмениль, в 11 км к югу от Лилля. Через территорию коммуны проходит автомагистраль А1 «Нор». На востоке коммуны находится железнодорожная станция Секлен линии Париж-Лилль.
Население (2017) — 12 414 человек.

## История
Секлен был основан в удобном месте между долинами рек Дёль и Марк, защищенном от сильных ветров, поэтому люди селились здесь со времен палеолита. В 783 году, во время очередного нашествия норманнов, через Секлен провезли мощи Святого Пьята, который был объявлен святым защитником города, и впоследствии его именем был назван храм. В 1214 году Секлен был сожжен в ходе битвы при Бувине.
В 1566 году жители Секлена оказали сопротивление местным нищим, стремившимся разграбить местную церковь в ходе охватившего большую часть Фландрии и Нидерландов т. н. Восстания нищих.
В XIX веке строительство текстильных фабрик, кожевенных, пивоваренных и нефтеперерабатывающих заводов способствовали промышленному и коммерческому развитию города.

## Достопримечательности
- Церковь Святого Пьята XIII века в готическом стиле с колокольней из 42 колоколов, которые звонят каждые 15 минут
- Госпиталь Нотр-Дам, заложенный в 1246 году Маргаритой Константинопольской
- Форт Секлен, построенный в 1878 году для защиты восточных границ Франции
- Старинная пивоварня Лепуавр

## Экономика
Структура занятости населения:
- сельское хозяйство — 0,3 %
- промышленность — 11,8 %
- строительство — 3,7 %
- торговля, транспорт и сфера услуг — 58,3 %
- государственные и муниципальные службы — 26,0 %

Уровень безработицы (2017) — 14,2 % (Франция в целом — 13,4 %, департамент Нор — 17,6 %). 

Среднегодовой доход на 1 человека, евро (2017) — 20 950 (Франция в целом — 21 110, департамент Нор — 19 490).

## Демография
Динамика численности населения, чел.

## Администрация
Пост мэра Секлена с 2020 года занимает Франсуа-Ксавье Кадар (François-Xavier Cadart), член Совета департамента Нор он кантона Фаш-Тюмениль. На муниципальных выборах 2020 года возглавляемый им центристский список одержал победу в 1-м туре, получив 58,26 % голосов.
| Период | Период | Фамилия              | Партия                  | Примечания                                    |
| ------ | ------ | -------------------- | ----------------------- | --------------------------------------------- |
| 1966   | 1980   | Адольф Дютуа         | Коммунистическая партия | фермер, член Генерального совета департамента |
| 1980   | 1991   | Жан Демайи           | Коммунистическая партия | учитель                                       |
| 1991   | 2004   | Жан-Клод Виллем      | Коммунистическая партия | журналист                                     |
| 2004   | 2020   | Бернар Дебрё         | Коммунистическая партия | работник компании SNCF                        |
| 2020   |        | Франсуа-Ксавье Кадар | Разные правые           | адвокат, член Совета департамента             |

## Города-побратимы
- Апольда, Германия
- Забже, Польша
- Ларкхолл, Шотландия
- Мегет, Буркина-Фасо

## Галерея

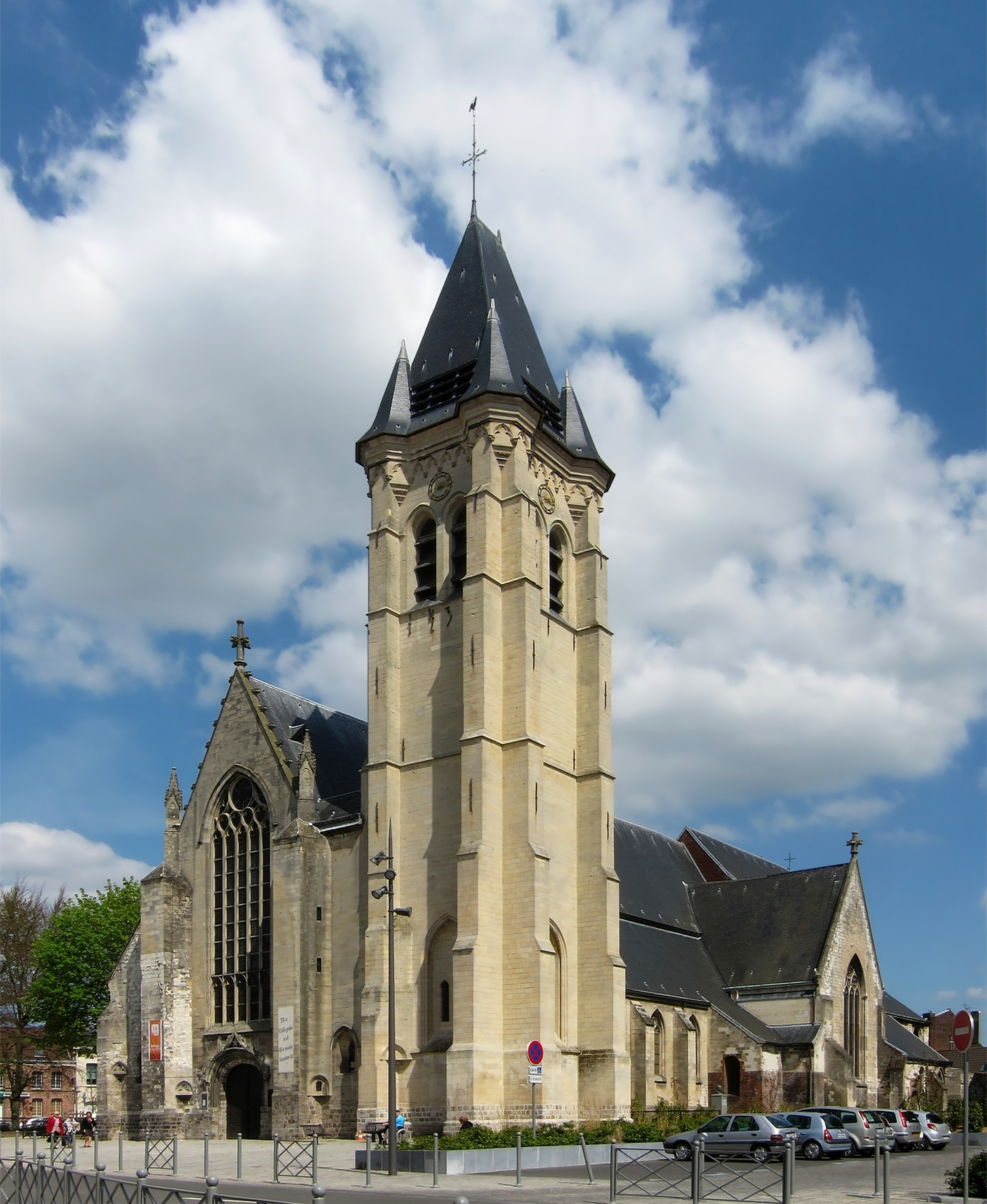
Церковь Святого Пьята
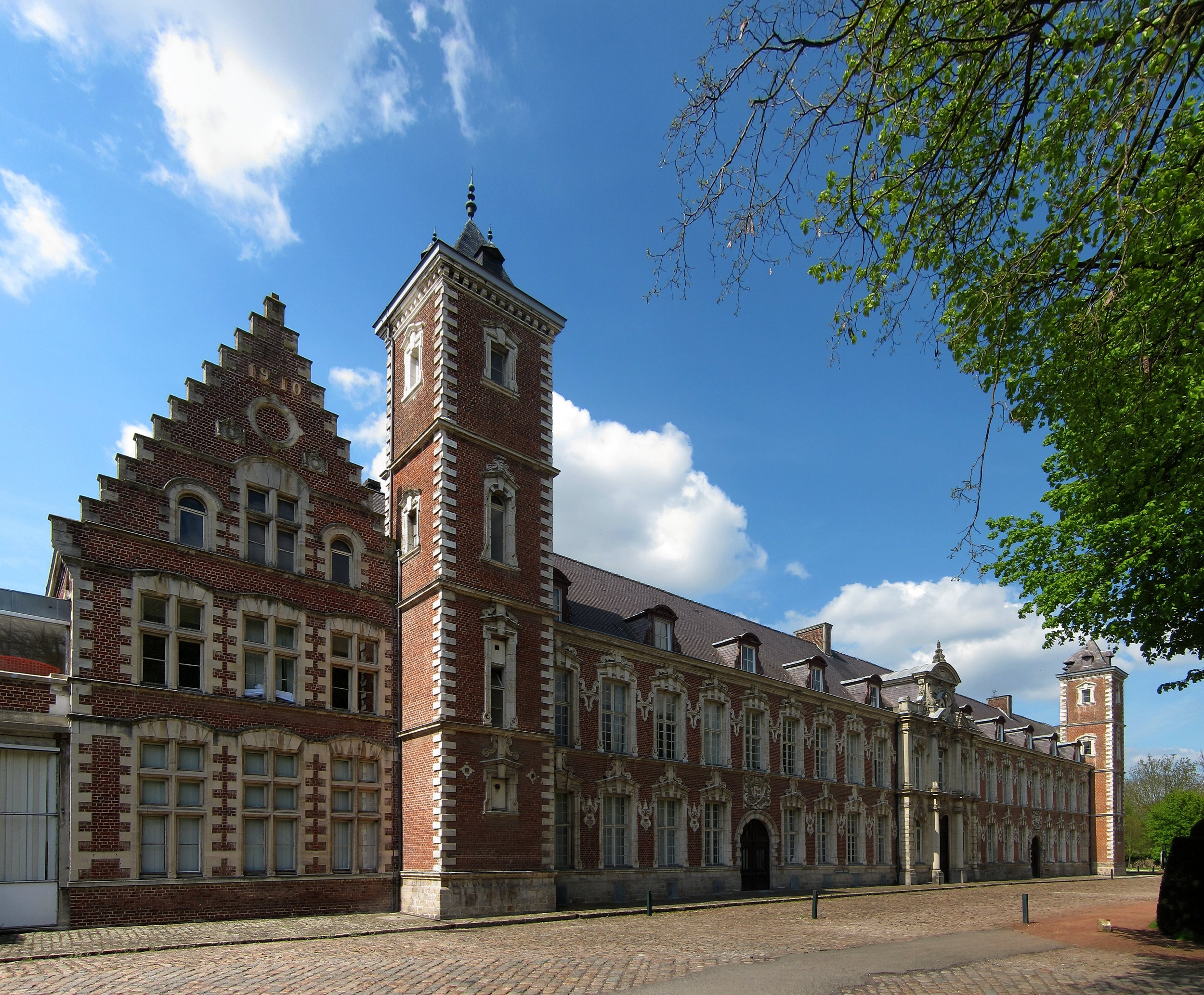
Госпиталь Нотр-Дам
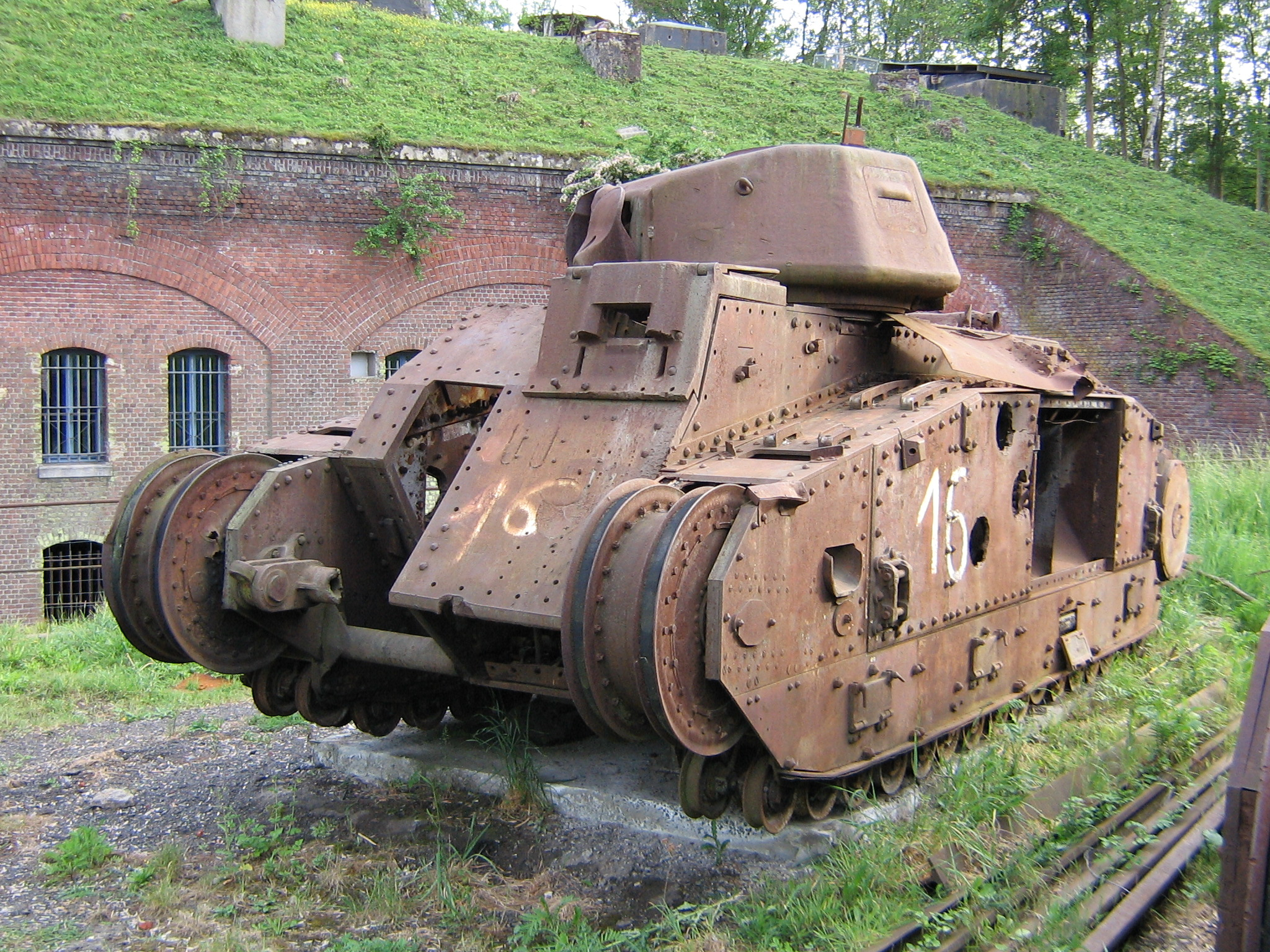
Британский танк в форте Секлен
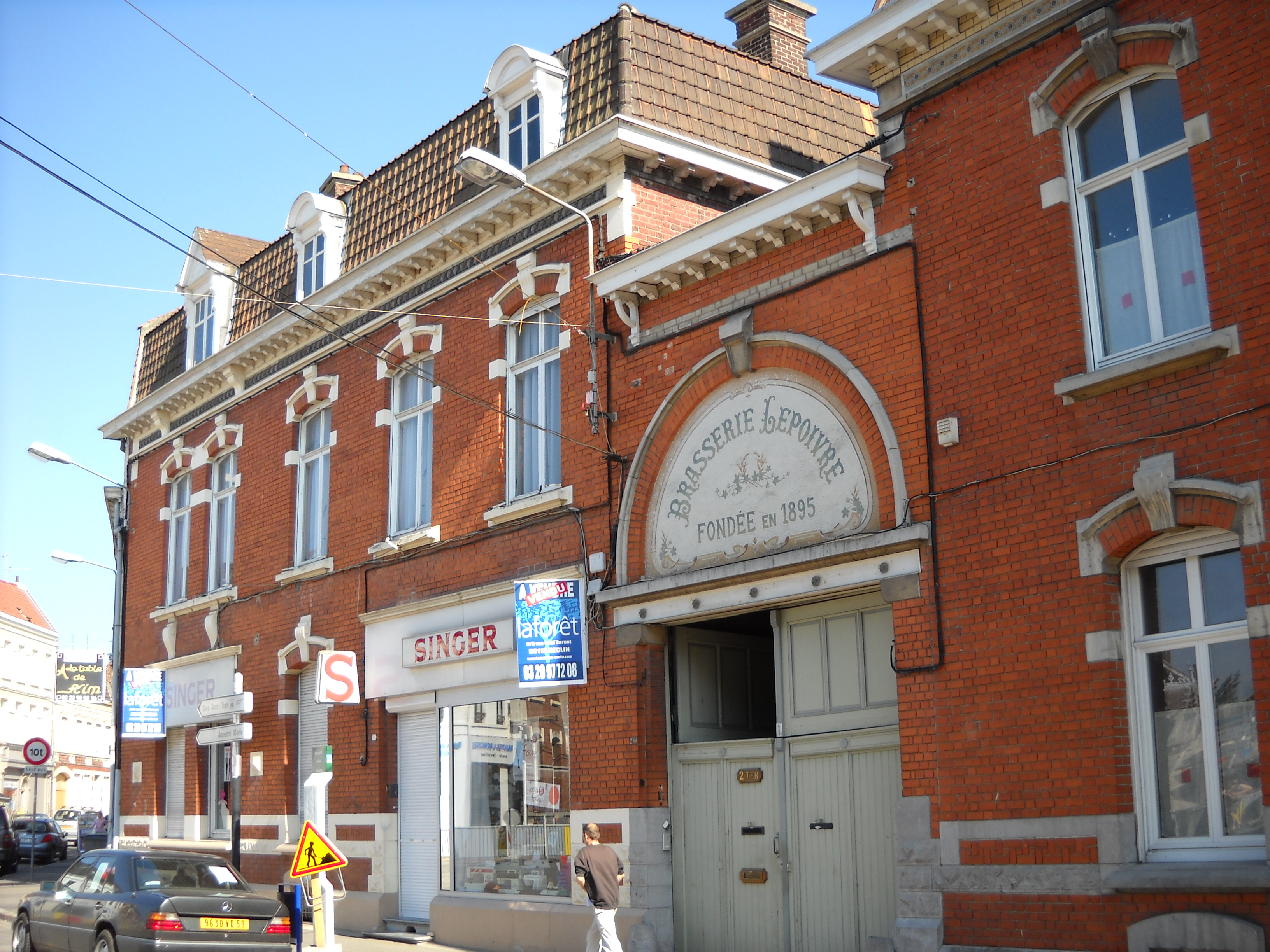
Пивоварня Лепуавр
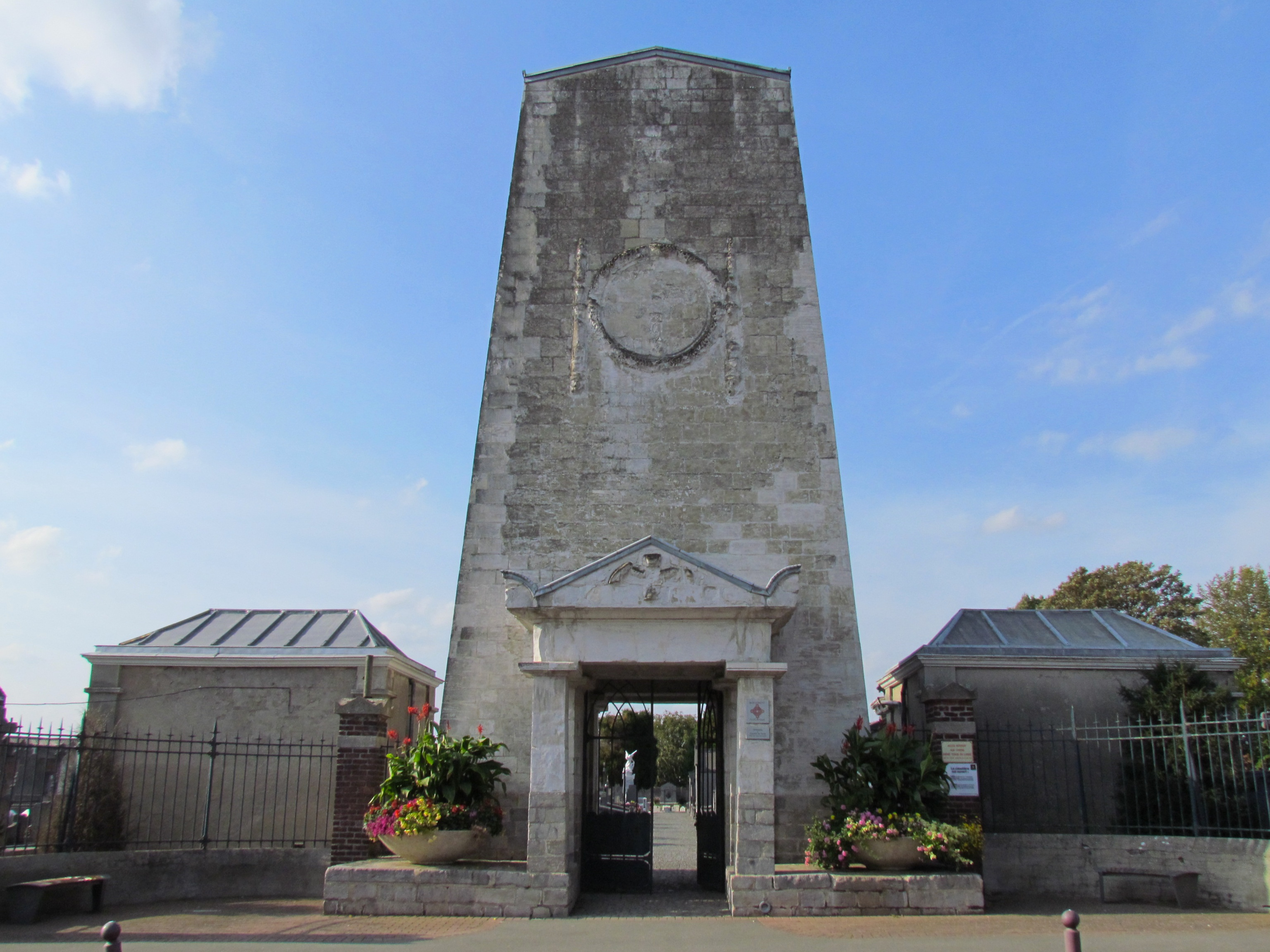
Военное кладбище

1. 1 2  база данных о французских коммунах — Национальный географический институт Франции, 2015.